# GAIS Gotemburgo
El GAIS (Göteborgs Atlet & Idrottssällskap), es un equipo de fútbol profesional sueco de la ciudad de Gotemburgo. Actualmente el GAIS juega en la Allsvenskan, la liga más importante del fútbol sueco. El GAIS está entre los equipos más importantes del país. Clasificado en la 10.ª posición en el ranking histórico con 47 temporadas en la máxima categoría. Campeones de la liga de Suecia en 4 oportunidades (1924, 1927, 1931 y 1954) y de la Copa de Suecia en una oportunidad (1942). GAIS fue fundado el 11 de marzo de 1894 y cuenta con un gran hinchada en la segunda ciudad sueca.

## Palmarés

### Títulos nacionales (5)
- Allsvenskan: 4

1924–1925, 1926–1927, 1930–1931, 1953–1954
- Copa de Suecia: 1

1942

### Títulos internacionales (1)
- Copa Intertoto de la UEFA (1): 1990 (compartido)

## Jugadores

### Plantilla 2025
- = Lesionado de larga duración

### Números retirados
- 15  Fredrik Lundgren - DEF (1999-2002; 2003-12)

## Participación en competiciones europeas
| Temporada | Competición | Ronda | Club          | Cómputo global | Ida     | Vuelta  |
| --------- | ----------- | ----- | ------------- | -------------- | ------- | ------- |
| 1975/76   | UEFA Cup    | 1R    | Śląsk Wrocław | 4-5            | 2–1 (C) | 2–4 (F) |
| 1990/91   | UEFA Cup    | 1R    | Torpedo Moscú | 2-5            | 1–4 (F) | 1-1 (C) |